# Otto Gottfried Söderbom

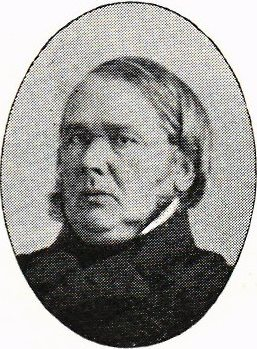
Otto Gottfried Söderbom

Otto Gottfried Söderbom, född 26 februari 1807 i Norrtälje, död 20 juli 1876 i Uppsala, var en svensk läkare.
Söderbom blev student vid Uppsala universitet 1824, medicine kandidat 1833, medicine licentiat 1835, medicine doktor samma år och kirurgie magister 1837. Han var läkare vid Leufsta bruk i Uppsala län 1835–37, hospitalsläkare i Uppsala 1837–56 och tillika lasarettsläkare där 1837–58.